# Мария Антония Австрийская
Мария Антония (нем. Maria Antonia von Österreich; 18 января 1669, Вена — 24 декабря 1692, Вена) — супруга курфюрста Баварии Максимилиана II. Из династии Габсбургов.

## Родители
Единственная дочь императора Леопольда I и Маргариты Терезы, испанской инфанты, являвшейся своему мужу племянницей по материнской и кузиной по отцовской линии.

## Брак
По велению своего отца вышла замуж за курфюрста Баварии Максимилиана II. Брак был несчастливым. Мария Антония страдала от постоянного присмотра и подслушивания со стороны старшей придворной дамы. Её муж едва уделял ей внимание. В 1691 году Максимилиан II был выбран штатгальтером Нидерландов, куда и переселился в начале 1692 года. Мария Антония, которая была беременна, возвратилась в Вену к отцу.
27 октября она родила третьего сына Иосифа Фердинанда Леопольда. Обессиленная и страдающая сильной депрессией, она потеряла всякий вкус к жизни. Мария Антония умерла 24 декабря 1692 года в Вене и была погребена в кайзергруфте рядом со своей матерью. В своём завещании она отказалась от испанского престола и завещала своё состояние своему сыну. В случае же его ранней смерти она завещала всё Леопольду I.
Иосиф Фердинанд Леопольд умер 6 февраля 1699 года в Нидерландах. Это событие послужило началом Войны за испанское наследство.

## Дети
- Леопольд Фердинанд (22 мая 1689 — 25 мая 1689), принц Баварский
- Антон (28 ноября 1690 — 28 ноября 1690), принц Баварский
- Иосиф Фердинанд Леопольд (27 октября 1692 — 6 февраля 1699), курпринц Баварский, принц Астурийский